# Laskowa (Oświęcim)
Pour les articles homonymes, voir Laskowa.
Laskowa est une localité polonaise de la gmina de Zator, située dans le powiat d'Oświęcim en voïvodie de Petite-Pologne.